# Som (Ungheria)
Som è un comune dell'Ungheria di 719 abitanti (dati 2001) situato nella contea di Somogy, nell'Ungheria centro-occidentale.